# Laissez-moi rêver encore
Pour plus de détails, voir Fiche technique et Distribution.
Laissez-moi rêver encore (Let Me Dream Again) est un film britannique réalisé par George Albert Smith, sorti en 1900.

## Synopsis
Rêve désenchanté : Un vieil homme prend du bon temps assis à côté d'une femme plus jeune. Puis l'image devient floue et le vieil homme se réveille alors aux côtés de sa vieille femme qui grimage sous les caresses de son mari, adressées à la femme de son rêve. Le mari dépité et la femme scandalisée se tournent le dos pour se rendormir.

## Fiche technique
- Titre original : Let Me Dream Again
- Titre français : Laissez-moi rêver encore
- Réalisation : George Albert Smith
- Production : G.A.S. Films
- Format : 35 mm, noir et blanc, muet
- Date de sortie : 
  - Angleterre : 1900

## Distribution
- Tom Green : L'homme
- Laura Bayley : La jeune femme

## Apport historique
Pour ce film, G. A. Smith a utilisé pour la première fois au cinéma un passage au flou pour relier les deux plans illustrant le rêve et la réalité.

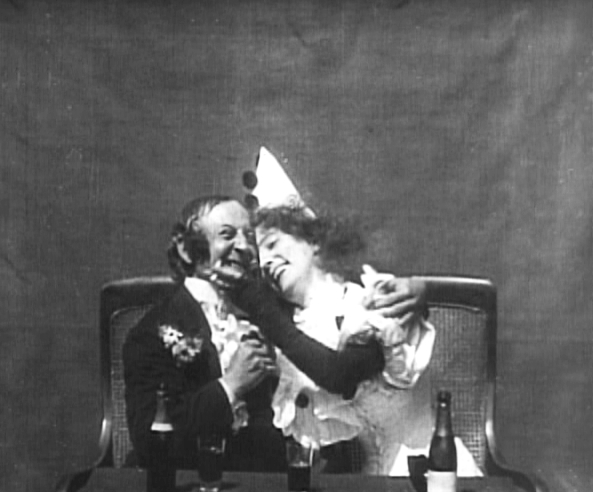
Photogramme du plan 1. Le rêve.
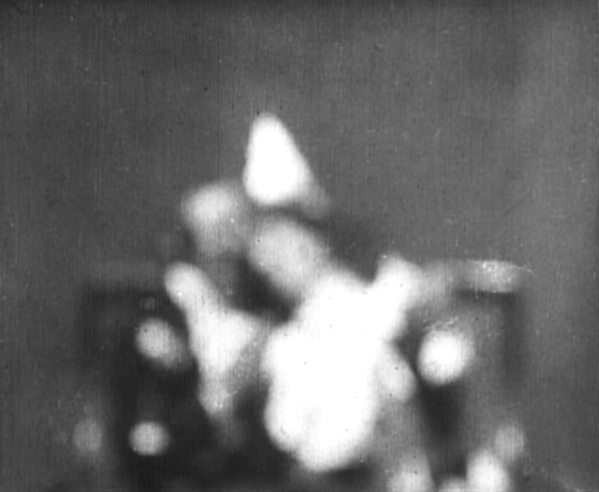
Photogramme du plan 1 devenant flou.
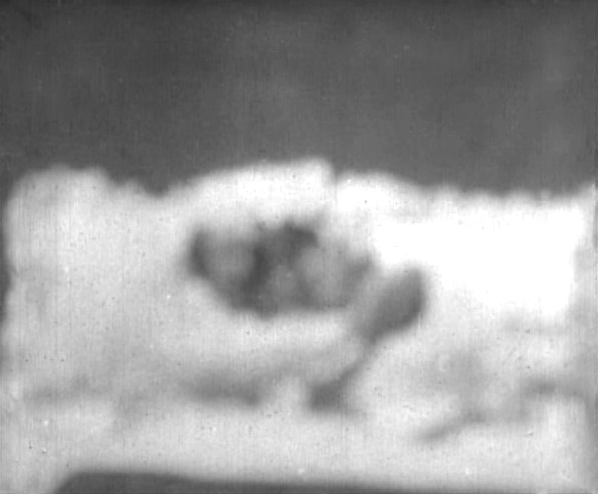
Photogramme du plan 2 sortant du flou.
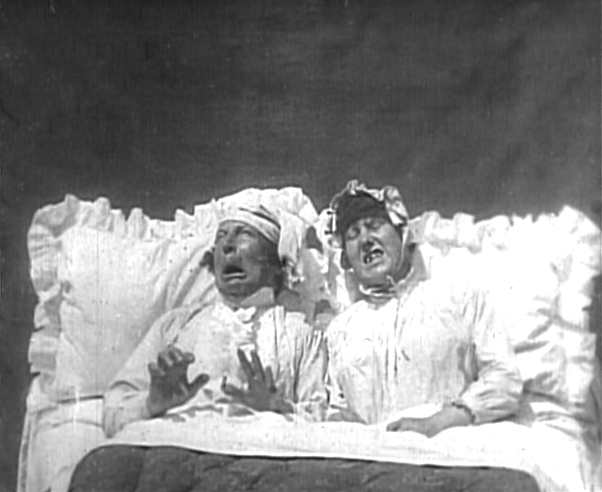
Photogramme du plan 2 net. La déception commune.